# Mehr (Kranenburg)

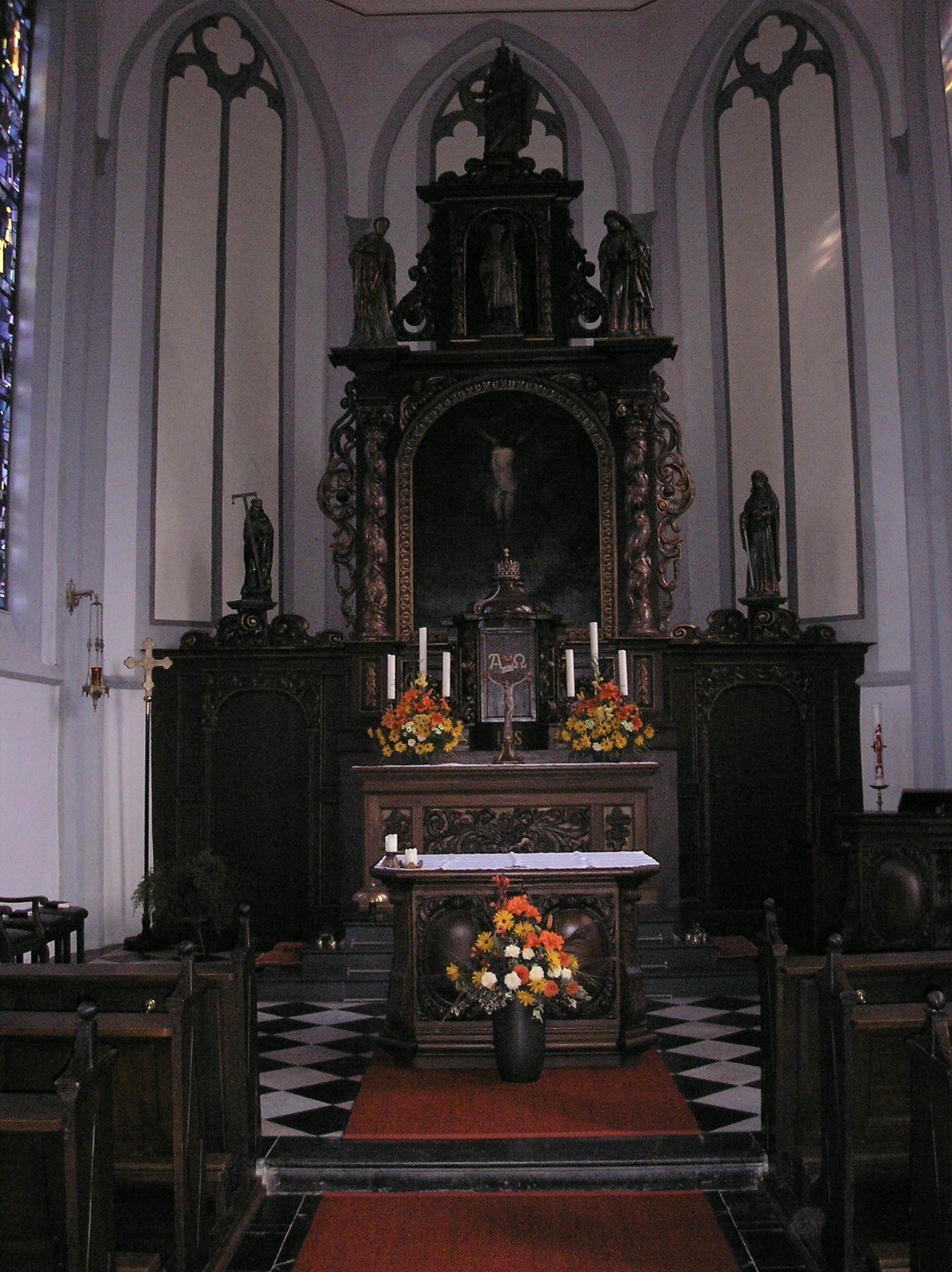
Barokowy ołtarz w kościele św. Marcina

Mehr – miejscowość w gminie Kranenburg, w powiecie Kleve, w Nadrenii Północnej-Westfalii. Miejscowość liczy 542 mieszkańców (01 stycznia 2018). Mehr dołączyło do gminy Kranenburg 1 lipca 1969.

## Historia
O miejscowości wzmiankowano już w dokumentach w roku 720/721. Nazwa prawdopodobnie pochodzi od jeziora. Starsza, południowa osada na wschód od kościoła św. Marcina ma długość około dwóch kilometrów, młodsza, północna osada jest trochę krótsza.